# Agilisaure
L'agilisaure (Agilisaurus) és un gènere de dinosaure ornitisqui que va viure al Juràssic mitjà en el que avui en dia és l'est d'Àsia. Feia uns 1,2-1,7 m de llarg, 0,6 m d'alçada i 40 kg de pes.
La seva tíbia era més llarga que el fèmur, fet que indica que era un corredor bípede extremadament ràpid, que utilitzava la cua per a mantenir l'equilibri. Els agilisaures eren petits herbívors que mesuraven uns 1,2 m de longitud i, com tots els ornitisquis, presentaven una estructura similar a un bec al final de les mandíbules superior i inferior per a ajudar-lo a arrencar material vegetal.